# Ferronióbio
O ferronióbio é uma importante liga metálica de ferro e nióbio, com um teor de nióbio de 60-70%.  É a principal fonte de nióbio usada na fabricação do tipo de aço de alta resistência denominado HSLA e consome mais de 80% da produção mundial de nióbio. A produção do ferronióbio começa com a extração do pirocloro (um minério de nióbio), que é posteriormente transformado por processos químicos em pentóxido de nióbio (Nb2O5). Este óxido é então misturado com óxido de ferro e com alumínio metálico, e depois reduzido numa reação química de aluminotermia, que produz óxido de alumínio e mais ferro e nióbio elementares, que com a alta temperatura da reação se fundem e se associam na liga de ferronióbio. Mais tarde, os metais componentes do ferronióbio podem ser purificados num forno de fusão por feixe de elétrons ou a liga pode ser utilizada diretamente. Para produzir a liga de aço-nióbio, o ferronióbio é adicionado ao aço líquido antes da etapa de fundição. Os maiores produtores mundiais de ferronióbio são os mesmos que para o nióbio e estão localizados no Brasil e Canadá.